# Enypia elaborata
Enypia elaborata är en fjärilsart som beskrevs av Samuel E. Cassino och Louis W. Swett 1923. Enypia elaborata ingår i släktet Enypia och familjen mätare. Inga underarter finns listade i Catalogue of Life.